# Belizejski kriol engleski
Belizejski kriolski engleski (ISO 639-3: bzj), jezik belizejskih kreola, kojim govori 70 000 ljudi na području Belizea (2006), uglavnom u gradu Belize City, te nekoliko desetaka tisuća u SAD-u. Sličan je nikaragvanskom kreolskom engleskom [bzk]. Lingua franca u većini zemlje; novine, TV, Radio programi.
110 000 etničkih.

## Vanjske poveznice
- Ethnologue (14th)
- Ethnologue (15th)